# Midnight Sun Film Festival
Il Midnight Sun Film Festival, conosciuto in finlandese con il nome di Sodankylän elokuvajuhlat, è un festival cinematografico di cinque giorni organizzato ogni anno nella terza settimana di giugno nel comune lappone di Sodankylä nel nord della Finlandia.
Organizzato per la prima volta nel 1986 grazie ad una collaborazione tra il comune di Sodankylä e i tre registi finlandesi Anssi Mänttäri, Aki e Mika Kaurismäki, il festival ha come direttore artistico il critico cinematografico Peter von Bagh. Il principale fattore caratterizzante del festival è la proiezione di film non-stop 24 ore su 24, grazie anche alla presenza del sole di mezzanotte che facilita l'organizzazione e gli spostamenti durante le ore notturne.
Il festival, di natura non competitiva, ha come sale di proiezione il cinema Lapinsuu del paese, la palestra della scuola Kitisenrannan koulu, e una tenda circense allestita per l'occasione nel giardino della scuola. Una seconda tenda di dimensioni ridotte ha reso possibile la presenza di una quarta sala di proiezione nel 2010. Il programma è costituito principalmente da retrospettive dedicate agli attori e ai registi ospiti del festival, e dalla tradizione di proiettare film muti con la presenza di orchestre di accompagnamento.

## Ospiti
Sin dalla sua prima edizione il festival ha accolto numerosi registi, attori e produttori di fama internazionale.
- 1986: Samuel Fuller, Jonathan Demme, Bertrand Tavernier, Jean-Pierre Gorin
- 1987: Michael Powell, Jacques Demy, Jim Jarmusch, D. A. Pennebaker, Juliet Berto, Thelma Schoonmaker
- 1988: Monte Hellman, Paul Schrader, Dušan Makavejev, Aleksei German, Krzysztof Zanussi, Ali Özgentürk, Helle Ryslinge
- 1989: Paul Morrissey, Krzysztof Kieślowski, Otar Ioseliani, John Berry, Vadim Abrašitov, Idrissa Ouédraogo
- 1990: Richard Fleischer, Manoel de Oliveira, Ettore Scola, Jean-Pierre Léaud, Octavio Bezerra
- 1991: André De Toth, László Benedek, Alberto Lattuada, Jean-Charles Tacchella, Agnès Varda, Chantal Akerman, Enzo Serafini, Étienne Chatiliez
- 1992: Roger Corman, Claude Chabrol, Jan Troell
- 1993: Joseph H. Lewis, Dino Risi, Jerzy Kawalerowicz, Julio Medem
- 1994: Robert Wise, Mario Monicelli, Luis García Berlanga, Stanley Donen, John Sayles
- 1995: Robert Parrish, Agnieszka Holland, Maud Linder, Richard Price, Fridrik Thór Fridriksson, Víctor Erice
- 1996: Jean Dréville, Claude Sautet, Danièle Dubroux, Robert Boyle, Doris Dörrie
- 1997: Gianni Amelio, Vincent Sherman, Jerzy Skolimowski, István Szabó, Costas Ferris
- 1998: Youssef Chahine, Terry Gilliam, Robby Müller, Stefan Jarl, Wim Wenders, Leonard Kastle
- 1999: Edgardo Cozarinsky, Costa-Gavras, Francesco Rosi, Angela Winkler, Murali Nair
- 2000: Bob Rafelson, Paolo Taviani, Ivan Passer, Shinji Aoyama
- 2001: Freddie Francis, Sergio Sollima, Jerry Schatzberg, Agnès Jaoui
- 2002: Francis Ford Coppola, Miklós Jancsó, Fernando Solanas, Denys Arcand, Luce Vigo
- 2003: Irvin Kershner, Emir Kusturica, Jean Rouch, Matti Kassila
- 2004: Val Guest, Nanni Moretti, Marlen Hutsijev, Wolfgang Becker, Jörn Donner
- 2005: Roy Ward Baker, Jean-Pierre e Luc Dardenne, Yeşim Ustaoğlu, Juan Pablo Rebella, Pablo Stoll
- 2006: Gian Vittorio Baldi, Caroll Ballard, Andrei Smirnov, Jafar Panahi, Isabelle Stever, Mercedes Álvarez, Jasmine Trinca
- 2007: Abbas Kiarostami, Claude Goretta, Vittorio De Seta, Giuseppe Bertolucci, Amos Gitai, Elia Suleiman, Pascale Ferran, Detlev Buck
- 2008: Miloš Forman, Andrej Končalovskij, Seymour Cassel, Lasse Pöysti
- 2009: John Boorman, Robert Guédiguian, Fatih Akın, Samira Makhmalbaf